# Puchar Polski (województwo dolnośląskie) w piłce nożnej mężczyzn
Puchar Polski w województwie dolnośląskim to coroczne rozgrywki, które mają na celu wyłonienie uczestnika szczebla centralnego Pucharu Polski w następnym sezonie. W obecnej formie funkcjonuje od 2000 roku, kiedy to przeprowadzono reformę rozgrywek.

## Format
W rozgrywkach na szczeblu województwa dolnośląskiego uczestniczą zwycięzcy czterech Okręgowych Pucharów Polski: Jelenia Góra, Legnica, Wałbrzych i Wrocław, w których uczestniczą drużyny od III ligi do klasy B. Zwycięzcy OPP są następnie rozlosowani w pary półfinałowe, których zwycięzcy awansują do finału. Zwycięzca finału uzyskuje prawo do gry na szczeblu centralnym Pucharu Polski w następnym sezonie oraz w organizowanym przez DZPN Superpucharze Dolnego Śląska.

## Dotychczasowe sezony
W nawiasie podano okręg, z którego pochodzi drużyna:
- (Je) – zwycięzca OPP Jelenia Góra
- (Le) – zwycięzca OPP Legnica
- (Wa) – zwycięzca OPP Wałbrzych
- (Wr) – zwycięzca OPP Wrocław

| Sezon     | Zwycięzca                              | Wynik        | Finalista                      | Źródło |
| --------- | -------------------------------------- | ------------ | ------------------------------ | ------ |
| 2000/2001 | Orzeł Wojcieszów (Je)                  | 4:3          | GKS Żórawina (Wr)              | [ 2 ]  |
| 2001/2002 | Pogoń Oleśnica (Wr)                    | 1:1 (k. 7:6) | Iskra Kochlice (Le)            | [ 3 ]  |
| 2002/2003 | Karkonosze Jelenia Góra (Je)           | 2:0          | Sparta Świdnica (Wa)           | [ 4 ]  |
| 2003/2004 | Sparta Świdnica (Wa)                   | 1:0          | Gawin Królewska Wola (Wr)      | [ 5 ]  |
| 2004/2005 | Nysa Zgorzelec (Je)                    | 3:2          | Górnik/Zagłębie Wałbrzych (Wa) | [ 6 ]  |
| 2005/2006 | Górnik/Zagłębie Wałbrzych (Wa)         | 3:1          | Chrobry Nowogrodziec (Je)      | [ 7 ]  |
| 2006/2007 | Pogoń Oleśnica (Wr)                    | 2:2 (k.4:1)  | Zagłębie II Lubin (Le)         | [ 8 ]  |
| 2007/2008 | Orzeł Ząbkowice Śląskie (Wa)           | 2:2 (k. 5:3) | Pogoń Oleśnica (Wr)            | [ 9 ]  |
| 2008/2009 | Motobi Bystrzyca Kąty Wrocławskie (Wr) | 2:1          | Górnik Wałbrzych (Wa)          | [ 10 ] |
| 2009/2010 | Bielawianka Bielawa (Wa)               | 4:1          | Sparta Grębocice (Le)          | [ 11 ] |
| 2010/2011 | Chrobry Głogów (Le)                    | 2:0          | Orzeł Ząbkowice Śląskie (Wa)   | [ 12 ] |
| 2011/2012 | LZS Stary Śleszów (Wr)                 | 1:0          | Granica Bogatynia (Je)         | [ 13 ] |
| 2012/2013 | Czarni II Rokitki (Le)                 | 3:2          | Olimpia Kowary (Je)            | [ 14 ] |
| 2013/2014 | Zagłębie II Lubin (Le)                 | 2:1          | MKS Oława (Wr)                 | [ 15 ] |
| 2014/2015 | Ślęza Wrocław (Wr)                     | 2:0          | Polonia-Stal Świdnica (Wa)     | [ 16 ] |
| 2015/2016 | Miedź II Legnica (Le)                  | 3:1          | Śląsk II Wrocław (Wr)          | [ 17 ] |
| 2016/2017 | Zagłębie II Lubin (Le)                 | 0:0 (k. 5:3) | Foto-Higiena Gać (Wr)          | [ 18 ] |
| 2017/2018 | Lechia Dzierżoniów (Wa)                | 4:0          | Sokół Marcinkowice (Wr)        | [ 19 ] |
| 2018/2019 | Zagłębie II Lubin (Le)                 | 0:0 (k. 5:3) | Piast Żmigród (Wr)             | [ 20 ] |
| 2019/2020 | Ślęza Wrocław (Wr)                     | 3:1          | Zagłębie II Lubin (Le)         | [ 21 ] |
| 2020/2021 | Ślęza Wrocław (Wr)                     | 3:0          | Karkonosze Jelenia Góra (Je)   | [ 22 ] |
| 2021/2022 | Lechia Dzierżoniów (Wa)                | 2:0          | Ślęza Wrocław (Wr)             | [ 23 ] |
| 2022/2023 | Miedź II Legnica (Le)                  | 3:0          | Polonia-Stal Świdnica (Wa)     | [ 24 ] |
| 2023/2024 | Barycz Sułów (Wr)                      | 0:0 (k. 5:4) | Karkonosze Jelenia Góra (Je)   | [ 25 ] |
| 2024/2025 | Miedź II Legnica (Le)                  | 1:0          | Barycz Sułów (Wr)              | [ 26 ] |

## Statystyki

### Klubowe
| Lp. | Drużyna                           | Wygrane finały       | Przegrane finały     |
| --- | --------------------------------- | -------------------- | -------------------- |
| 1.  | Zagłębie II Lubin                 | 3 (2014, 2017, 2019) | 2 (2007, 2020)       |
| 2.  | Ślęza Wrocław                     | 3 (2015, 2020, 2021) | 1 (2022)             |
| 3.  | Miedź II Legnica                  | 3 (2016, 2023, 2025) | -                    |
| 4.  | Pogoń Oleśnica                    | 2 (2002, 2007)       | 1 (2008)             |
| 5.  | Lechia Dzierżoniów                | 2 (2018, 2022)       | -                    |
| 6.  | Polonia-Stal Świdnica             | 1 (2004)             | 3 (2003, 2015, 2023) |
| 7.  | Górnik Wałbrzych                  | 1 (2006)             | 2 (2005, 2009)       |
| 7.  | Karkonosze Jelenia Góra           | 1 (2003)             | 2 (2021, 2024)       |
| 9.  | Orzeł Ząbkowice Śląskie           | 1 (2008)             | 1 (2011)             |
| 9.  | Barycz Sułów                      | 1 (2024)             | 1 (2025)             |
| 11. | Nysa Zgorzelec                    | 1 (2005)             | -                    |
| 11. | Motobi Bystrzyca Kąty Wrocławskie | 1 (2009)             | -                    |
| 11. | Bielawianka Bielawa               | 1 (2010)             | -                    |
| 11. | Chrobry Głogów                    | 1 (2011)             | -                    |
| 11. | LZS Stary Śleszów                 | 1 (2012)             | -                    |
| 11. | Czarni II Rokitki                 | 1 (2013)             | -                    |
| 11. | Orzeł Wojcieszów                  | 1 (2001)             | -                    |
| 18. | Iskra Kochlice                    | -                    | 1 (2002)             |
| 18. | Gawin Królewska Wola              | -                    | 1 (2004)             |
| 18. | Chrobry Nowogrodziec              | -                    | 1 (2006)             |
| 18. | Sparta Grębocice                  | -                    | 1 (2010)             |
| 18. | Granica Bogatynia                 | -                    | 1 (2012)             |
| 18. | Olimpia Kowary                    | -                    | 1 (2013)             |
| 18. | MKS Oława                         | -                    | 1 (2014)             |
| 18. | Śląsk II Wrocław                  | -                    | 1 (2016)             |
| 18. | Foto-Higiena Gać                  | -                    | 1 (2017)             |
| 18. | Sokół Marcinkowice                | -                    | 1 (2018)             |
| 18. | Piast Żmigród                     | -                    | 1 (2019)             |
| 18. | GKS Żórawina                      | -                    | 1 (2001)             |

### Według okręgów
| Lp. | Okręg        | Wygrane finały przez drużynę z okręgu              | Przegrane finały przez drużynę z okręgu                         |
| --- | ------------ | -------------------------------------------------- | --------------------------------------------------------------- |
| 1.  | Wrocław      | 8 (2002, 2007, 2009, 2012, 2015, 2020, 2021, 2024) | 10 (2001, 2004, 2008, 2014, 2016, 2017, 2018, 2019, 2022, 2025) |
| 2.  | Legnica      | 8 (2011, 2013, 2014, 2016, 2017, 2019, 2023, 2025) | 4 (2002, 2007, 2010, 2020)                                      |
| 3.  | Wałbrzych    | 6 (2004, 2006, 2008, 2010, 2018, 2022)             | 6 (2003, 2005, 2009, 2011, 2015, 2023)                          |
| 4.  | Jelenia Góra | 3 (2001, 2003, 2005)                               | 5 (2006, 2012, 2013, 2021, 2024)                                |